# Dominik Czaja
Dominik Czaja, född 12 augusti 1995, är en polsk roddare.

## Karriär
Czaja tävlade för Polen vid olympiska sommarspelen 2020 i Tokyo, där han slutade på fjärde plats tillsammans med Wiktor Chabel, Szymon Pośnik och Fabian Barański i scullerfyra.
I augusti 2022 vid EM i München var Czaja en del av Polens lag tillsammans med Mateusz Biskup, Mirosław Ziętarski och Fabian Barański som tog silver i scullerfyra. Följande månad tog samma polska lag guld i scullerfyra vid VM i Račice. I maj 2023 tog samma polska lag sitt första EM-guld vid EM i Bled. I september 2023 tog de brons tillsammans i scullerfyra vid  VM i Belgrad. I april 2024 tog de brons tillsammans i scullerfyra vid EM i Szeged. Vid olympiska sommarspelen 2024 i Paris tog de brons tillsammans i scullerfyra.
Vid EM 2025 i Plovdiv tog Czaja brons i scullerfyra tillsammans med Piotr Płomiński, Jakub Woźniak och Konrad Domański.